# Artibeus amplus
Artibeus amplus es una especie de murciélago de la familia Phyllostomidae.

## Distribución geográfica
Se encuentra en Colombia, Guayana y Venezuela. 